# Визит Владимира Путина в КНДР (2024)

Официальная встреча Владимира Путина и Ким Чен Ына

Визит Владимира Путина в КНДР в 2024 году состоялся 18 и 19 июня. Это была первая поездка российского президента в Северную Корею с 2000 года. В ходе визита Владимира Путина состоялись российско-корейские переговоры, в результате которых главами России и КНДР был подписан Договор о всеобъемлющем стратегическом партнёрстве.

## Предшествующие события
С июля 2023 года Россия и КНДР обменялись рекордным количеством визитов различного уровня, за это время было совершено более 24 таких поездок. Приглашение Владимиру Путину посетить Северную Корею передал лидер страны Ким Чен Ын во время своего визита в РФ в 2023 году.
Накануне поездки, в северокорейской официальной газете «Нодон синмун» была опубликована статья президента России под заголовком «Россия и КНДР: традиции дружбы и сотрудничества сквозь года». В ней Владимир Путин отметил помощь СССР в укреплении коммунистического режима, установленного после Второй мировой войны на севере Кореи; раскритиковал США за попытку навязать миру неоколониальную диктатуру; заявил о высокой оценке поддержки КНДР вторжения в Украину. В материале не было упомянуто о военном сотрудничестве двух стран. По утверждениям западных стран и Южной Кореи, КНДР с 2023 года осуществляет масштабные поставки боеприпасов и оружия в РФ.

## Ход визита

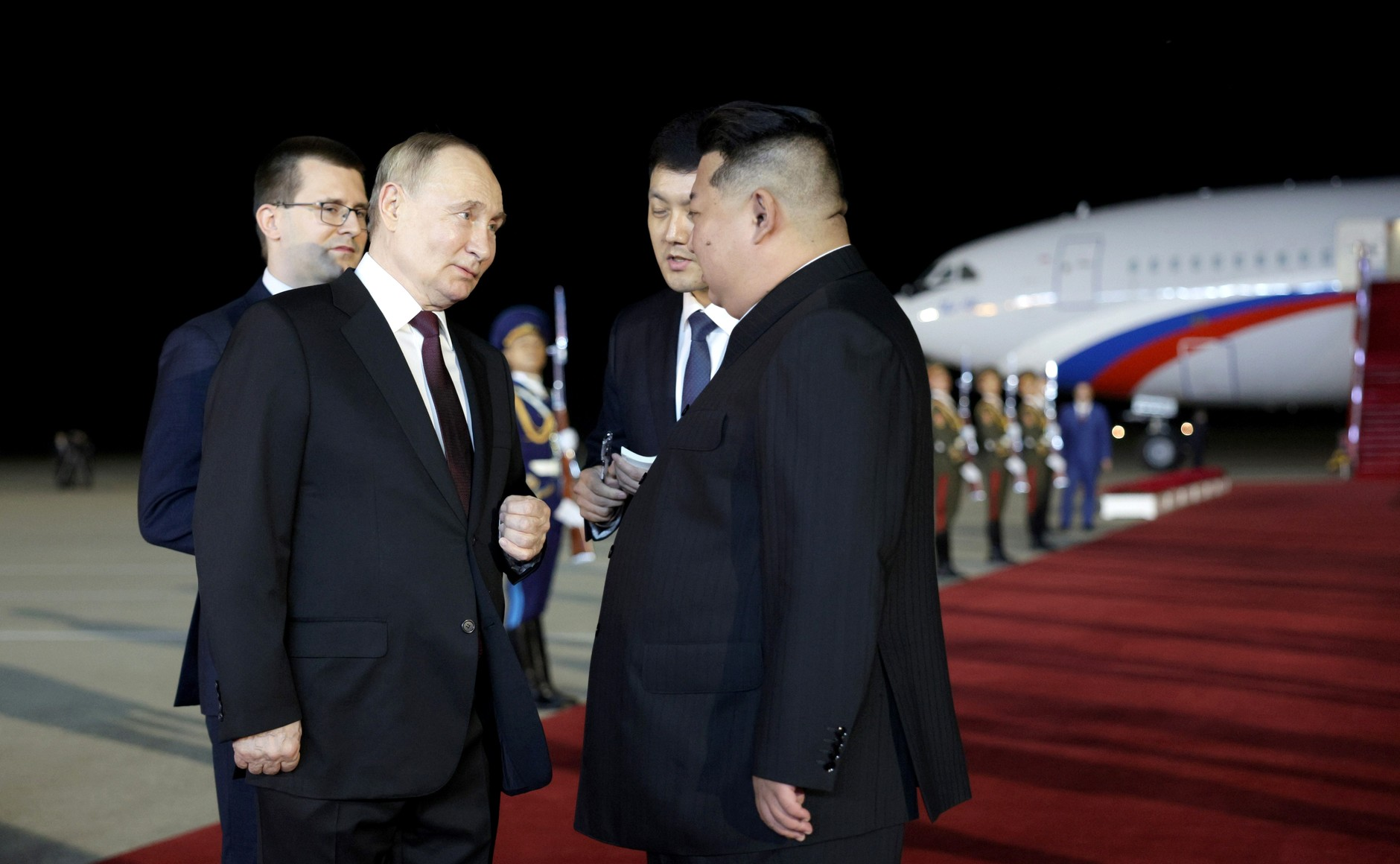
Ким Чен Ын приветствует Владимира Путина в рамках торжественной встречи в аэропорту Пхеньяна

18 июня 2024 года самолёт с Владимиром Путиным прилетел в КНДР. У трапа президента России встречал глава КНДР Ким Чен Ын. В составе российской делегации Владимира Путина сопровождали первый вице-премьер Денис Мантуров, вице-премьер Александр Новак, министр обороны Андрей Белоусов, министр иностранных дел Сергей Лавров. Официальная церемония встречи Владимира Путина состоялась в центре Пхеньяна на площади Ким Ир Сена. На кадрах официальной видеосъемки была показана ликующая толпа с флагами двух стран и цветами, красная дорожка, а также огромные портреты лидеров двух государств. Переговоры главы РФ и лидера КНДР проходили в резиденции «Кымсуан» и длились более 10 часов.
Ким Чен Ын назвал подписанный в ходе визита договор миролюбивым, носящим исключительно оборонительный характер и заявил о полной поддержке вторжения России на Украину. По его оценке, обе страны вступают в период расцвета отношений, которые стали более близкими, чем отношения между Северной Кореей и СССР. Ким Чем Ын назвал Владимира Путина самым дорогим другом корейского народа.
Обе стороны обменялись подарками. Владимир Путин преподнес Ким Чен Ыну чайный сервиз, адмиральский кортик и автомобиль Aurus. Северокорейский лидер, в свою очередь, вручил подарки с изображением президента РФ.
В заключительной части визита, в честь приезда Владимира Путина был устроен концерт, где прозвучали песни Шамана, Григория Лепса, Олега Газманова, группы «Любэ», а также «Катюша» и «Священная война».

## Договор о стратегическом партнёрстве
По итогам переговоров был подписан «Договор о всеобъемлющем стратегическом партнерстве двух стран». Согласно заявлению Владимира Путина, документ не исключает развития военно-технического сотрудничества с Северной Кореей и предусматривает оказание взаимной помощи в случае агрессии против одного из участников соглашения.
По сообщениям северо-корейских СМИ, в случае войны обе стороны должны использовать все доступные средства для помощи союзнику. В документе говорится, что действия стран должны соответствовать законам как России, так и Кореи, а также 51 статье Устава ООН. По оценкам Чон Сончжана, аналитика Института Седжона (Южная Корея), Российская Федерация и КНДР воссоздали военный союз периода Холодной войны.
Договор также предусматривает развитие экономических связей между странами.
Президент России назвал договор прорывным, позволяющим поднять сотрудничество двух стран на новый уровень.

## Реакция
Генеральный секретарь НАТО Йенс Столтенберг заявил о том, что визит Владимира Путина в Северную Корею доказывает тот факт, что вопрос безопасности имеет глобальный характер, а не региональный.
Генсек ООН Антониу Гутерриш призвал Россию соблюдать санкции, введенные Советом Безопасности ООН в отношении Северной Кореи. 28 июня по просьбе США, Франции, Великобритании, Южной Кореи и Японии Совет Безопасности ООН проведет заседание по Северной Корее, в ходе которого будет обсуждаться вопрос нарушения резолюций.
Представитель Японии выразил глубокое беспокойство по поводу военно-технического сотрудничества Москвы и Пхеньяна.
Южная Корея пообещала решительно ответить на любой акт, угрожающий её безопасности, и сообщила, что рассматривает возможность начать поставки оружия Украине. В ответ на эти заявления Владимир Путин предупредил Южную Корею, что она сделает большую ошибку, если будет поставлять оружие Украине.